# Апатитові руди

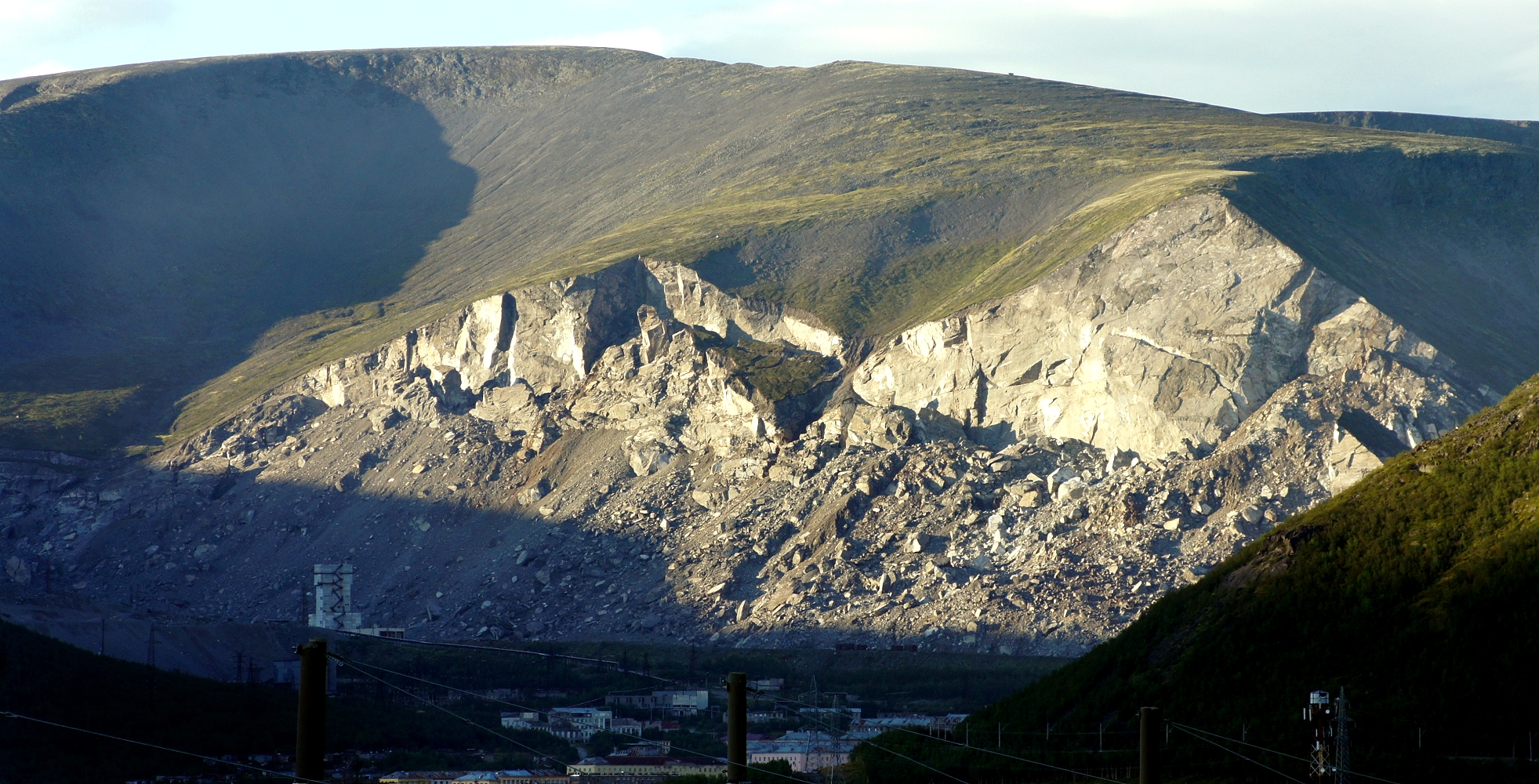
Видобуток апатиту в Хібінах

Апатитові руди (рос. апатитовые руды, англ. apatite ores, нім. Apatiterze) — природні мінеральні апатитові агрегати, які економічно доцільно переробляти в промислових масштабах. 

## Класифікація руд
За вмістом Р2О5 розрізняють багаті А.р (більше за 18 %), бідні (5-8 %) і убогі (3-5 %). 
За умовами утворення родовища апатитових і комплексних апатитвмісних руд поділяють на ендогенні, екзогенні і метаморфізовані. Серед ендогенних розрізнюють магматичні, карбонатитові, пегматитові, контактово-метасоматичні, гідротермальні і вулканогенно-осадові родов., які об'єднуються в декілька рудних формацій. Вони пов'язані з магматичними гірськими породами центральних інтрузій апатитових нефелінових сієнітів, ультраосновних лужних порід, лужних габроїдів, лужних і нефелінових сієнітів. 
До екзогенних відносять родовища вивітрювання. 
Метаморфізовані родовища приурочені до апатит-кварц-діопсидової та апатит-доломітової формацій. 
Найбільші запаси А.р. є в Бразилії, ПАР, Фінляндії, Уганді, Норвегії, Зімбабве, Канаді, Іспанії, Індії, РФ. В Україні А.р. є в Запорізькій, Харківській, Чернігівській та Івано-Франківській областях.